# Pelochares gibbipennis
Pelochares gibbipennis är en skalbaggsart som beskrevs av Champion 1923. Pelochares gibbipennis ingår i släktet Pelochares och familjen lerstrandbaggar. Inga underarter finns listade i Catalogue of Life.